# Technical

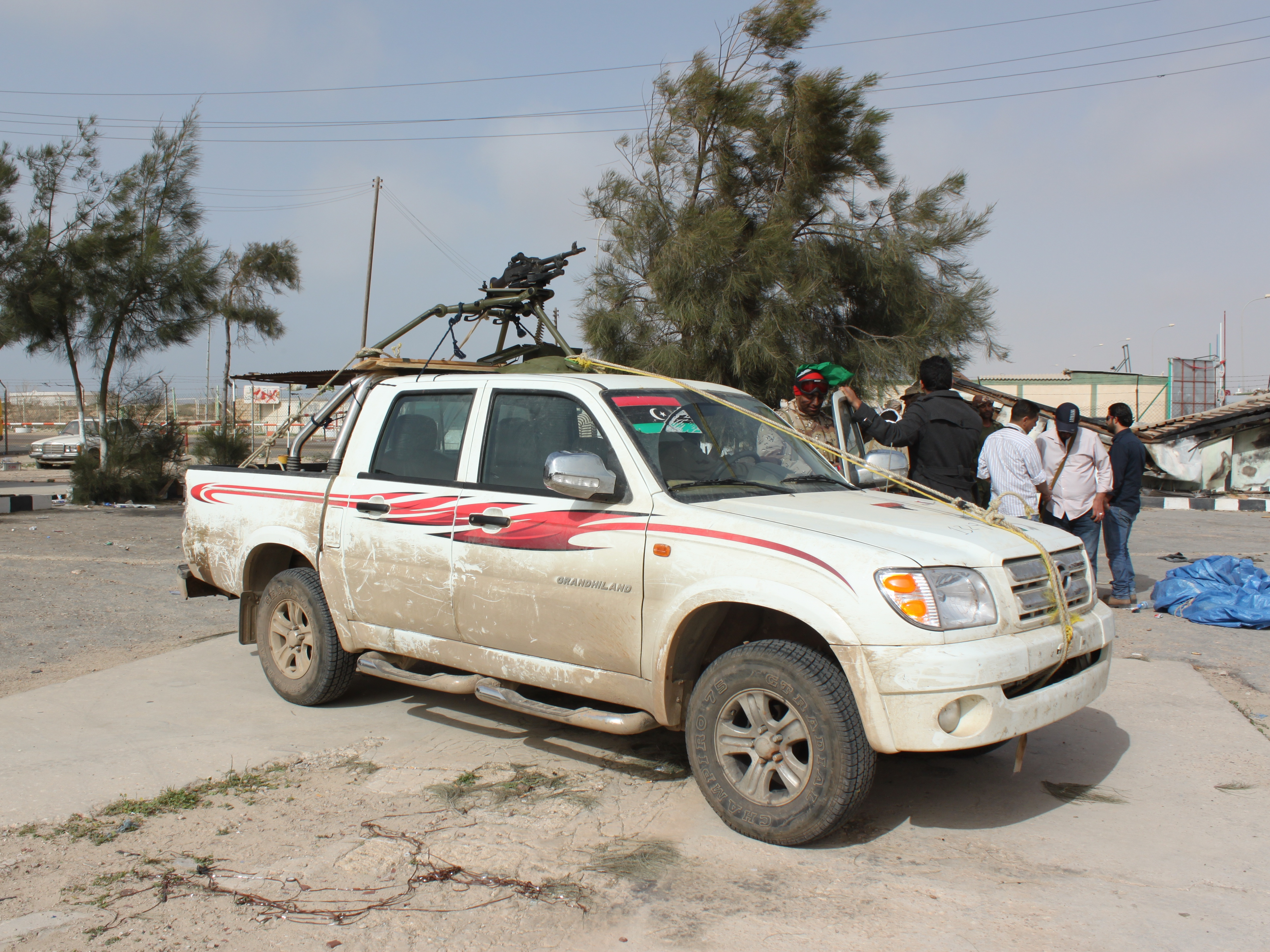
Un technical Zhongxing Grand Tiger cu un FN MAG montat în timpul Primului Război Civil Libian

Un vehicul technical, cunoscut ca vehicul tactic non-standard (NSTV) în limbajul militar al Statelor Unite, este un vehicul ușor de luptă improvizat, de obicei o camionetă civilă cu spate deschis sau un vehicul cu tracțiune integrală modificat pentru a monta SALW și armament greu, cum ar fi o mitralieră, lansator automat de grenade, tun auto antiaeran, tun rotativ, armă antitanc, tun antitanc, ATGM, mortier, lansator de rachete multiple, pușcă fără recul sau altă armă de sprijin (cumva ca un camion militar ușor cu arme sau eventual chiar un pistol autopropulsat) etc.
Se crede că neologismul technical care descrie un astfel de vehicul a apărut în Somalia în timpul războiului civil din Somalia, la începutul anilor 1990.